# Université européenne de Saint-Pétersbourg
L'Université européenne de Saint-Pétersbourg (UESPb) est un établissement privé d’enseignement post-universitaire situé à Saint-Pétersbourg en Russie et créé en 1994.
Parmi les membres fondateurs de l'Université, figurent le Comité de gestion de la propriété municipale de Saint-Pétersbourg, l’Institut d’économie et de mathématiques de l’Académie des Sciences de Russie, l’institut de Sociologie de l’Académie des Sciences de Russie et l’Union des chercheurs de Saint-Pétersbourg. Le nombre d’étudiants de l’UESPb s’approche de 150. Le noyau du corps enseignant comprend près de 50 personnes parmi lesquels un nombre a accédé au doctorat de philosophie (PhD) dans des universités des États-Unis, du Royaume-Uni, de Finlande et d’Estonie. Certains cours sont assurés par des professeurs invités, des chercheurs russes et étrangers, tous spécialistes renommés dans leurs domaines de recherche. Durant les dernières dixannées, l’UESPb a formé plus de 600 spécialistes en sciences humaines et sociales (histoire, histoire de l'art, sociologie et sciences politiques, économie et ethnologie).
L’UESPb est située dans le centre historique de Saint-Pétersbourg, non loin de la Néva et du Jardin d’Été, dans le bâtiment surnommé le Petit Palais de Marbre.

## Particularités du système de formation
Suivant la classification formelle, l’UESPb est un établissement non gouvernemental à but non lucratif de l’enseignement supplémentaire (ou de formation permanente) pour les spécialistes en sciences humaines et sociales. De fait, l’UESPb est un exemple rare en Russie d’établissement d’enseignement post-universitaire (graduate school). En termes du système de l’enseignement supérieur en Russie, le programme de l’université inclut le niveau de maîtrise et de doctorat. L’idée de fonder un établissement non gouvernemental d’enseignement post-universitaire en sciences humaines et sociales date de 1991. Elle a été réalisée à Saint-Pétersbourg trois ans après grâce au soutien des fondations internationales d’assistance à la recherche scientifique.
L’UESPb accepte les personnes ayant déjà accompli leurs études supérieures. Après la première période de formation qui dure un ou deux ans, les étudiants accèdent au diplôme de maîtrise de l’UESPb et au diplôme d’Etat de la formation supplémentaire. Durant la deuxième période, les étudiants rédigent leurs thèses de doctorat.
En dehors du programme principal en langue russe, l’UESPb propose le programme anglophone IMARS (International Master of Arts in Russian Studies – Maîtrise internationale en études russes) pour les étudiants étrangers.

## Relations internationales
L'université est membre de l’Université de l'Arctique. UArctic est un réseau international d’universités, d’instituts de recherche et d’organisations ayant pour but de promouvoir, coordonner et soutenir la recherche ainsi que l’éducation en régions arctiques. Cependant, depuis le début de la guerre russo-ukrainienne, la collaboration a été interrompue.

## Structure
L’Université est constituée de cinq facultés (histoire, histoire des arts, sciences politiques et sociologie, économie et ethnologie) et de 10 centres de recherche.